# جوش سيلفر (مسير أعمال)
جوش سيلفر (بالإنجليزية: Josh Silver)‏ هو مسير أعمال أمريكي، ولد في 16 أبريل 1968 في نيويورك في الولايات المتحدة.